# Yousif Thomas Mirkis

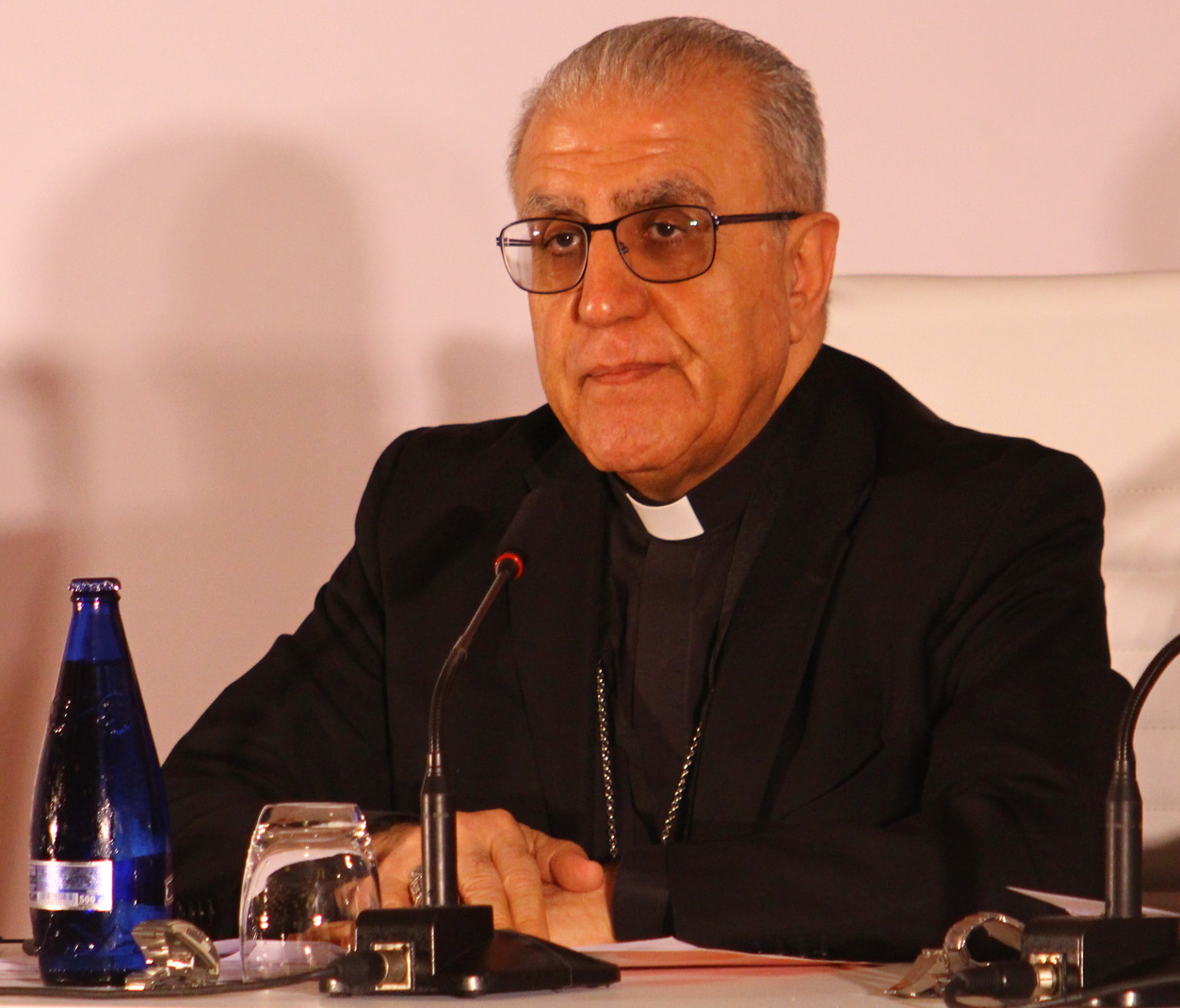
Yousif Thomas Mirkis (2015)

Yousif Thomas Mirkis OP (* 21. Juni 1949 in Mosul, Irak) ist chaldäisch-katholischer Erzbischof von Kirkuk-Sulaimaniya.

## Leben
Yousif Thomas Mirkis studierte zunächst am Priesterseminar Saint Jean in Mosul. Anschließend ging er für weitere Studien nach Frankreich. Dort trat Mirkis der Ordensgemeinschaft der Dominikaner bei. An der Universität Straßburg wurde er im Fach Katholische Theologie promoviert und zudem erwarb er an der Universität Paris-Nanterre ein Diplom im Fach Ethnologie. Mirkis empfing am 26. März 1980 das Sakrament der Priesterweihe.
1989 war Yousif Thomas Mirkis Mitbegründer der theologischen und philosophischen Fakultät des Babel College in Bagdad. Von 1989 bis 2001 war er Professor am Babel College. Zudem war Mirkis von 1994 bis 2000 Superior des Konvents der Dominikaner in Bagdad. 1995 wurde er Direktor der Zeitschriften Al-Fiker Al-Masihi und Al-Nasira. 2006 gründete Yousif Thomas Mirkis in Bagdad die Akademie für Humanwissenschaft. Er ist Mitglied der Internationalen Katholischen Vereinigung der Presse.
Die Bischofssynode der chaldäisch-katholischen Bischöfe wählte ihn zum Erzbischof von Kirkuk. Papst Franziskus stimmte seiner Wahl zum Erzbischof von Kirkuk am 11. Januar 2014 zu. Der chaldäisch-katholische Patriarch von Babylon, Louis Raphaël I. Sako, spendete ihm sowie auch Habib Al-Naufali und Saad Sirop am 24. Januar desselben Jahres die Bischofsweihe; Mitkonsekratoren waren der Kurienbischof im Patriarchat von Babylon, Shlemon Warduni, und der lateinische Erzbischof von Bagdad, Jean Benjamin Sleiman OCD.